# 鮑爾斯敦 (印第安納州)
鮑爾斯敦（英語：Bowerstown）是位於美國印地安納州亨廷頓縣的一個非建制地區。該地的面積和人口皆未知。